# Honeymoon Suite
Honeymoon Suite est un groupe de rock canadien, originaire de Niagara Falls, en Ontario. Il est formé en 1981. Le nom du groupe provient du fait que Niagara Falls est la capitale - non officielle, toutefois - de la lune de miel.

## Biographie

### Années 1980
À l'origine, le groupe est formé en 1981 par le chanteur et guitariste Johnnie Dee (de Niagara Falls, en Ontario), le guitariste Derry Grehan (de St. Catharines, en Ontario) et le batteur Mike Lengyell, ayant anciennement fait partie de la formation Diodes. Ils obtinrent rapidement un contrat avec la WEA Canada après la sortie de leur chanson New Girl Now, qui leur permet de remporter un concours amateur offert par la station de radio torontoise CILQ-FM.
Par la suite, Dee et Grehan accueillirent dans la formation le claviériste Ray Coburn, le bassiste Gary Lalonde et Lengyell est remplacé par le batteur Dave Betts. En 1984, ils publient l'album Honeymoon Suite duquel découlent quatre hits au Canada : New Girl Now, Burning In Love, Wave Babies et Stay In the Light. La chanson New Girl Now est leur premier single à atteindre le top 50 aux États-Unis.
L'album qui vient ensuite, The Big Prize, produit par Bruce Fairbairn est également un succès au Canada, générant quatre nouveaux hits : Feel It Again, What Does It Take, Bad Attitude et All Along You Knew. Leur chanson Feel It Again se hisse dans le top 40 des États-Unis et What Does It Take y obtient la 52e rang grâce à son apparition dans la bande sonore du film One Crazy Summer de John Cusack. En 1989, Bad Attitude figure dans la bande originale du dernier épisode de Deux flics à Miami, durant une scène à bord d'une Ferrari qui faisait référence à une scène semblable de l'épisode pilote de la série.
En 1986, le claviériste et cofondateur du groupe Ray Coburn quitte temporairement la formation, remplacé par Rob Preuss de Burlington, en Ontario. La même année, le groupe composa la chanson Those Were the Days pour le film The Wraith de Charlie Sheen. Au printemps 1987, le groupe compose la chanson Lethal Weapon pour le film de Mel Gibson intitulé L'Arme fatale. En hiver 1987, le groupe commence à travailler sur son troisième album à Los Angeles. Malheureusement, Johnnie Dee est heurté par une voiture à l'aéroport international de Los Angeles, et est victime de multiples fractures à la jambe, l'obligeant à subir une chirurgie afin d'insérer une tige de 25 cm dans sa jambe pour l'aider à guérir. Pendant que celui-ci était en convalescence, le chanteur Michael McDonald des Doobie Brothers leur vint en aide lors des sessions d'enregistrement ; il compose la chanson Long Way Back, destinée à paraître dans leur prochain album, et y participe en tant que choriste.
En 1988, ils publient finalement leur troisième album : Racing After Midnight, produit par Ted Templeman par ailleurs producteur des fameux Van Halen. Cet album contenant les singles Love Changes Everything, Looking Out for Number One, Cold Look (Europe uniquement) et It's Over Now atteint le top 10 au Canada, mais n'obtient pas un tel succès aux États-Unis. En 1989, ils publient leur première compilation de grands succès, The Singles, qui comprenait le nouveau single Still Loving You. C'est alors que Coburn réintègre le groupe juste à temps pour entamer la tournée The Singles qui s'avère être la dernière tournée réalisée par les membres de la formation originale, jusqu'à la reformation du groupe en 2007.

### Années 1990
À l'arrivée de 1991, Lalonde et Betts avaient quitté le groupe et avaient dès lors été remplacés par le bassiste Steve Webster (du groupe Billy Idol) et le batteur Jorn Anderson. Cette année-là, ils publient leur quatrième album, Monsters Under the Bed. L'album comprenait les singles Say You Don't Know Me et The Road. L'album obtient un certain succès au Canada, mais n'en obtient guère aux États-Unis.
Le groupe multiplie les tournées au fil des années 1990 et ce, malgré les nombreux changements survenant au sein de la formation, ne conservant que Dee et Grehan en tant que membres fondateurs.

### Années 2000
En 2002, après un délai de 11 ans, ils publient leur album studio Lemon Tongue. L'album est produit par un label indépendant et penche dans une direction plus artistique et aventureuse que leurs précédents albums rock. La version européenne de cet album avait pour titre Dreamland et de nombreuses différences s'y trouvaient quant à la liste des chansons. En effet, cette version ajoute les nouveautés Dreamland, Radiant, Even Now et Just Love Somebody. En 2006, le groupe publie une autre compilation de ses grands succès sous le titre de Feel It Again: An Anthology. Cette compilation, tenant sur 2 CD comprend la plupart des singles du groupe, certaines chansons choisies parmi leurs albums, ainsi que du matériel inédit.
En juin 2007, le groupe annonce officiellement le retour de la formation originale composée de Johnnie Dee, Derry Grehan, Ray Coburn, Gary Lalonde et Dave Betts. Le groupe s'est largement produit à travers le Canada en 2007 et 2008, et revient en studio pour enregistrer un nouvel album. La réunion des membres fondateurs du groupe donne naissance à l'album Clifton Hill, produit par Tom Treumuth (le même qui avait produit l'album Honeymoon Suite en 1984) qui est nommé d'après le célèbre attrait touristique de Niagara Falls. L'album est publié au Canada à la fin du mois de septembre 2008 on Koch Records et, subséquemment, par les éditions italiennes Frontiers Records le 10 octobre 2008. Le nouvel album est décrit par le guitariste Derry Grehan comme étant « en quelque sorte, un retour musical de ce qu'on faisait dans les années '80. »
En 2009, le groupe continue ses tournées au Canada et dans certaines villes du Nord-Est des États-Unis. Cependant, le 1er septembre 2009, le départ de Ray Coburn, claviériste fondateur, est de nouveau annoncé. Peter Nunn, pour la seconde fois, prit sa place dans la formation. Le groupe fait une apparition très réussie au Firefest 6 à Nottingham, en Angleterre, à un public très enthousiaste en octobre 2009.

### Années 2010
Le 18 novembre 2016, Honeymoon Suite publie un EP neuf titres, leur premier en huit ans intitulé Hands Up sur PledgeMusic. En février 2017, Honeymoon Suite est annoncé au Rockingham Festival 2017, organisé à la Nottingham Trent University, au Royaume-Uni, entre le 20 et le 22 octobre 2017.

## Discographie

### Albums studio
- 1984 : Honeymoon Suite (#38 CAN)
- 1986 : The Big Prize (#6 CAN)
- 1988 : Racing After Midnight (#8 CAN)
- 1991 : Monsters Under the Bed
- 2001 : Lemon Tongue
- 2002 : Dreamland
- 2008 : Clifton Hill

### Albums live
- 1995 : 13 Live
- 2005 : HMS Live at the Gods

### Compilations
- 1989 : The Singles (#45 CAN)
- 2005 : The Essentials - Honeymoon Suite
- 2006 : Feel It Again: An Anthology

### Singles
- New Girl Now (1984) #23 CAN, #57 US
- Burning In Love (1984) #75 CAN
- Stay In the Light (1985) #44 CAN
- Wave Babies (1985) #59 CAN
- Feel It Again (1986) #16 CAN, #34 US
- What Does It Take (1986) #28 CAN, #52 US
- Bad Attitude (1986)
- All Along You Knew (1986) #65 CAN
- Lethal Weapon" (1987) #54 CAN
- Love Changes Everything (1988) #9 CAN, #91 US
- Lookin' Out for Number One (1988) #35 CAN
- The Other Side of Midnight (1988)
- It's Over Now (1988) #40 CAN
- Cold Look (1988)
- Still Lovin' You (1989)
- Long Way (1990)
- Say You Don't Know Me (1991)
- The Road (1992)
- The Way I Do (2002)
- Gone (2003)
- Tired O' Waitin' on You (2008)
- Ordinary (2009)